# 董勇
董勇（1968年12月15日—），别名董晶，中国大陆男演员，生于浙江省杭州市，为京剧武生出身。
1986年毕业于中国戏曲学院，其主要代表作有《重案六组》、《黑洞》、《霍元甲》《三叉戟》等。2004年，凭借《亲情树》彭大署一角获得第24届“飞天奖”优秀男演员提名。2005年，参演于仁泰执导电影《霍元甲》，夺得大众电影百花奖最佳男配角提名。2014年12月17日，在《北平无战事》中饰演曾可达获得2014国剧盛典“年度荧屏表现力奖”。同年年底结婚。2015年，《彭德怀元帅》开机，他当演彭德怀，四年后在电视剧《外交风云》中再度饰演彭德怀。

## 外部連結
- 董勇演員的新浪微博